# Cristianesimo in Tamil Nadu

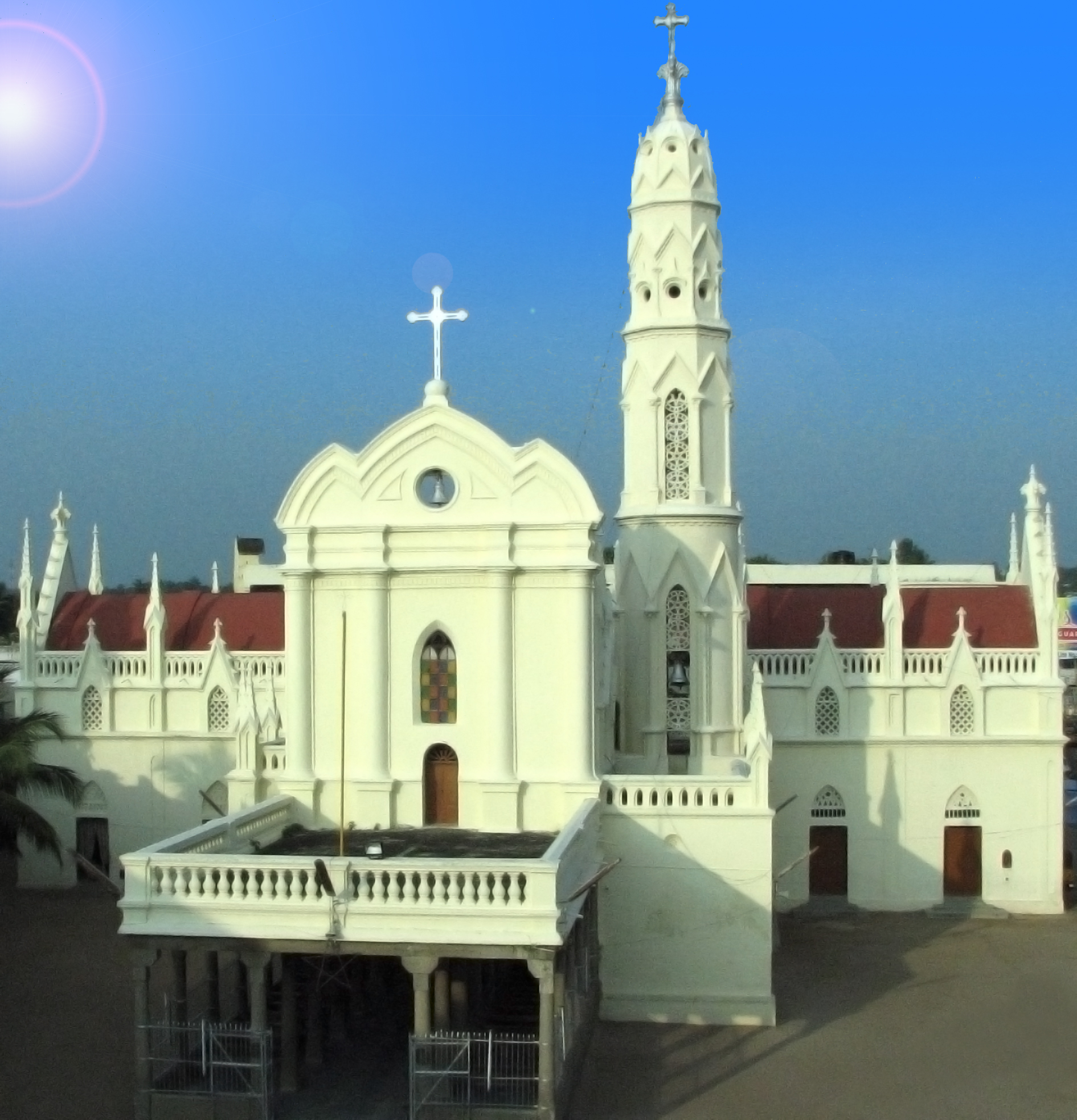
La cattedrale dedicata a San Francesco Saverio a Kottar.

Il cristianesimo nello stato del Tamil Nadu in India vanta per essere antico di quasi 2000 anni. Si crede difatti che possa esser stato introdotto nell'anno 52 nel distretto di Kanyakumari da San Tommaso apostolo, uno dei discepoli di Gesù Cristo, giunto alla costa del Malabar (il moderno Kerala). Al giorno d'oggi i cristiani di San Tommaso sono il più antico gruppo cristiano presente nel Tamil Nadu.
Più tardi, in epoca coloniale, un gran numero di portoghesi, olandesi, inglesi e italiani sono giunti in questi territori; i sacerdoti che li accompagnavano non servivano solo per i colonizzatori, ma anche a diffondere la fede cristiana tra i milioni di indiani indù. Attualmente i cristiani sono una minoranza comprendente il 6% della popolazione totale, concentrati principalmente nei distretti meridionali dello stato - Kanyakumari (48,7% della popolazione, 2001), Thoothukudi (17%, 2001 ) e Tirunelveli (11%, 2001).
I Cristiani di San Tommaso, alcuni dei quali si trovano a Kanyakumari, ritengono d'essere la più antica comunità cristiana sorta in India meridionale, risalente a quasi - come da tradizione - 2000 anni fa. La religione è stata introdotta secondo la leggenda nel 52 d.C. nel moderno distretto di Kanyakumari da San Tommaso, uno dei 12 discepoli di Gesù Cristo, che sbarcò nella costa del Malabar (il moderno Kerala) a metà del I secolo.
La regione commerciava con greci, ebrei e persiani, fino all'apogeo avvenuto nell'XI secolo. Oggi questa antica comunità è presente soprattutto nel Kerala, ma se ne trovano anche in Tamil Nadu. In seguito l'età coloniale ha portato un gran numero di portoghesi, olandesi, italiani e britannici in queste zone. I sacerdoti li accompagnato non solo per servire i colonizzatori, ma anche per diffondere la fede cristiana tra i milioni di pagani indù del Tamil Nadu, la maggioranza dei quali apparteneva alla comunità dei Nadar ed alcuni di loro erano brahmani.